# Codice di Camaldoli
Il Codice di Camaldoli è un documento programmatico elaborato in Italia nel luglio 1943 da un gruppo di intellettuali di fede cattolica. Tratta tutti i temi della vita sociale: dalla famiglia al lavoro, dall'attività economica al rapporto cittadino-Stato. Lo scopo fu quello di fornire alle forze sociali cattoliche una base unitaria che ne guidasse l'azione nell'Italia liberata. Fu pubblicato nell'aprile 1945 sulla rivista degli studenti universitari di Azione Cattolica con il titolo «Per la comunità cristiana. Principii dell'ordinamento sociale a cura di un gruppo di studiosi amici di Camaldoli». Il Codice di Camaldoli funse da ispirazione e linea guida per l'azione della Democrazia Cristiana, che nell'Italia repubblicana fu, per 50 anni, il maggiore partito di governo.

## I partecipanti

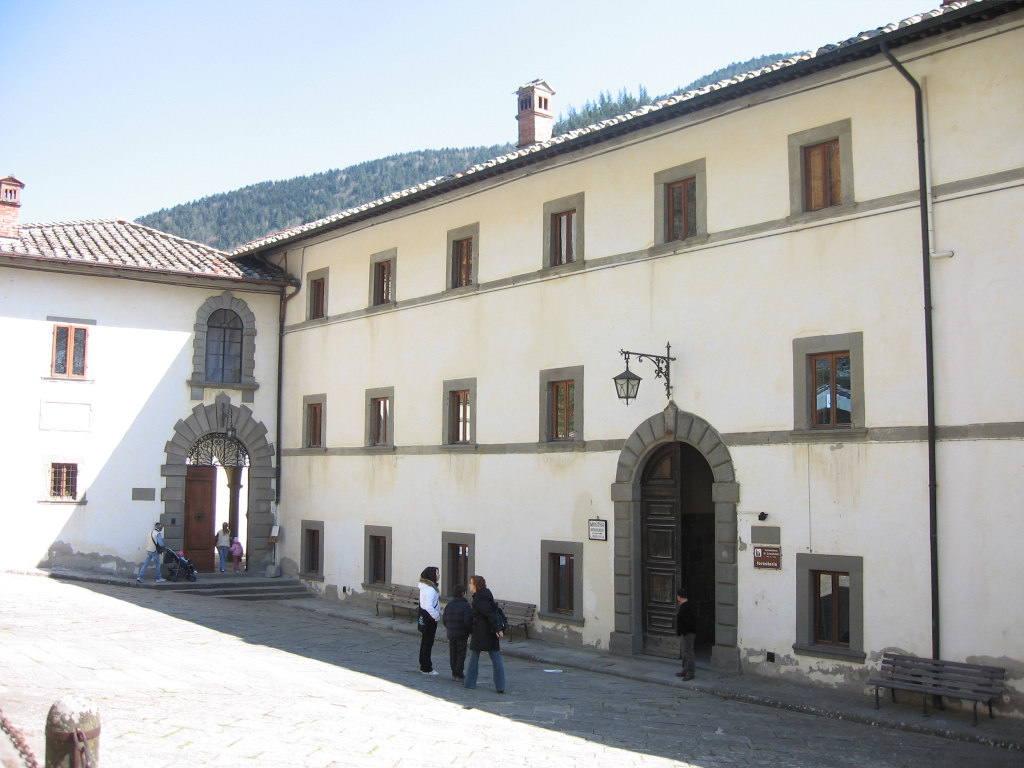
Il monastero di Camaldoli, nel Casentino, in cui si tennero i lavori dal 18 al 23 luglio 1943.

Organizzata come una delle “Settimane di teologia per laici” o “Settimane sociali” per non insospettire il regime, l'assise si tenne a Camaldoli (frazione di Poppi) dal 18 luglio 1943 (domenica) al 24 luglio 1943 (sabato).
I principali promotori dell'incontro furono Sergio Paronetto e Vittorino Veronese, quest'ultimo segretario generale dell'«Istituto cattolico attività sociali». 

Esperti di fede cattolica di tutti i rami delle scienze sociali (economisti, giuristi, sociologi, tecnici e dirigenti vari) si riunirono nel monastero camaldolese per riflettere sui principi che reggono l'ordinamento sociale. Parteciparono circa trenta persone. Tra essi vi furono anche alcuni giovani dell'Azione Cattolica Italiana.

Decisi a superare la concezione corporativa del regime fascista, i partecipanti elaborarono i principi di una nuova organizzazione dello Stato, alternativa sia al liberalismo sia al socialcomunismo, nella quale i cattolici potessero svolgere un ruolo attivo.
I lavori furono coordinati da Adriano Bernareggi, vescovo di Bergamo ed assistente ecclesiastico dei laureati dell'Azione Cattolica. I principi-guida furono elaborati da Sergio Paronetto, Pasquale Saraceno ed Ezio Vanoni. 

Il documento finale fu pubblicato nell'aprile 1945 sulla rivista degli studenti universitari di AC con il lungo titolo Per la comunità cristiana. Principii dell'ordinamento sociale a cura di un gruppo di studiosi amici di Camaldoli. A quel tempo la guerra era ancora in corso: Milano si trovava sotto il giogo nazifascista. Il titolo doveva essere quanto più lontano possibile da un manifesto politico o, comunque, da un documento contenente rivendicazioni politiche.
Nessuno dei firmatari era presente in rappresentanza di enti religiosi o politici: ciascuno dei partecipanti si assunse in proprio la responsabilità delle opinioni sostenute.

## Le premesse ed il contesto
- Adriano Bernareggi, arcivescovo, docente di diritto ecclesiastico;
- Vittorino Veronese, segretario generale dell'Istituto cattolico attività sociali (Icas);
- Sergio Paronetto, economista;
- Pasquale Saraceno, economista;
- Ezio Vanoni, economista e tributarista;
- Mario Ferrari Aggradi, economista;
- Guido Gonella, giornalista;
- Giuseppe Capograssi, docente di filosofia del diritto a Napoli;
- Gesualdo Nosengo (1906-1968), educatore e pedagogista;
- Ferruccio Pergolesi, docente di diritto costituzionale a Bologna;
- Paolo Emilio Taviani, docente di demografia a Genova;
- Vittore Branca, filologo e critico letterario;
- Giorgio La Pira, docente di diritto romano a Firenze;
- Aldo Moro, giurista;
- Giulio Andreotti, giornalista;
- Giuseppe Medici, docente di economia e di politica agraria a Torino.

Fonte: Michele Dau (a cura di), Il Codice di Camaldoli, Castelvecchi, 2015, pagg. 40-41.
Nelle sue lettere d'invito ai convegnisti, Vittorino Veronese allegò come traccia di discussione il "Codice di Malines", primo tentativo di dottrina sociale cattolica, elaborato nel 1927. Compilato dall'Unione internazionale di studi sociali di Malines (Belgio), il documento rappresentò un tentativo di codificazione di alcuni principi fondamentali di politica economica del mondo cattolico nell'Europa del Novecento (il Codice di Malines fu poi oggetto di parziale revisione nel 1933).
Secondo Norberto Bobbio, il Codice di Malines era, con le encicliche Rerum novarum (papa Leone XIII, 1891) e Quadragesimo anno (papa Pio XI, 1931), un testo fondamentale della dottrina del Cristianesimo sociale.
Nell'Italia del 1943 l'andamento della seconda guerra mondiale stava dimostrando che il regime fascista, al potere sin dal 1922, era ormai alla corda. Nonostante i Patti Lateranensi del 1929, il rapporto fra regime e cattolicesimo era ancora attraversato da tensioni. Il 15 luglio, appena tre giorni prima dell'inizio dei lavori, Giorgio La Pira aveva iniziato in clandestinità le pubblicazioni del periodico "San Marco", che era stato subito soppresso dal regime.
Il giorno dopo l'inizio dei lavori, il 19 luglio, l'aviazione degli Stati Uniti bombardò Roma, colpendo particolarmente il rione di San Lorenzo. Il bombardamento di Roma portò ad un'accelerazione dei lavori di Camaldoli, facendo contrarre la prevista settimana onde anticipare il ritorno dei partecipanti ad urgenti impegni sul territorio. Il giorno successivo alla fine del convegno, il 24 luglio, il Gran Consiglio del Fascismo depose Mussolini: il convegno si era legato all'intuizione della fine imminente del fascismo e della guerra.
L'armistizio dell'8 settembre e l'invasione tedesca dell'Italia spezzarono la penisola in due e impedirono ai convegnisti di ritrovarsi per mettere a punto la versione definitiva del documento. 

La regia di questa seconda fase dell'elaborazione del documento fu assunta da Sergio Paronetto, che curò anche la pubblicazione del Codice sulla rivista degli universitari cattolici.

## Contenuto del documento
Dopo una premessa sulla società e i destini dell'uomo (proposizioni 1-7) il testo è articolato in sette titoli:
- Lo stato (propp. 8–20);
- La famiglia (propos. 21-30);
- L'educazione (propos. 31-54);
- Il lavoro (propos. 55-70);
- Destinazione e proprietà dei beni materiali. Produzione e scambio (propos. 71-84);
- L'attività economica pubblica (propos. 85-94);
- La vita internazionale (propos. 95-99).

I due pilastri del nuovo ordinamento sociale prospettato a Camaldoli sono il «bene comune» e l'«armonia sociale». Sono i due fari che devono guidare l'azione politica dei cattolici. Il documento si pone così in linea con il magistero della Chiesa, espresso nell'enciclica Rerum novarum del 1891 e nelle encicliche sociali che l'hanno seguita.

Un esempio è la definizione di “bene comune”, uno dei capisaldi della Dottrina sociale della Chiesa che è recepito con lo stesso significato nel documento. Per la Chiesa il bene comune corrisponde a creare
(Pio XII, Radiomessaggio di Natale 1942)
L'armonia sociale è l'esito dell'interazione di diversi fattori: il primo è la giustizia sociale. Secondo la concezione cristiana della società, lo stato deve garantire ad ogni cittadino un lavoro: agli uomini per ottemperare al loro ruolo di capofamiglia; alle donne per completare la loro funzione di madri ed educatrici.
Un altro fattore è il diritto di proprietà e il suo trasferimento. Il documento riconosce la piena legittimità della sua esistenza, poi suggerisce un'importante condizione: la proprietà privata deve tendere a perseguire il bene comune.

Corollario dell'armonia è il dovere dell'obbedienza allo stato, inteso come garante dell'ordine pubblico.
Quando però lo Stato viola esso stesso i principi d'ordine che si è dato, il cittadino può sentirsi sciolto dal vincolo ed è legittimato alla disobbedienza. Citando gli Atti degli Apostoli: «Qualora lo Stato emani una legge ingiusta, i sudditi non sono tenuti a obbedire, ma possono essere tenuti ad attuare quanto la legge dispone per motivi superiori. Se l'oggetto della legge è immorale, cioè lede la dignità umana o è in aperto conflitto con la legge di Dio, ciascuno è obbligato in coscienza a non obbedire».
Circa la vita economica dello Stato, dopo aver affermato che «Per ordinare la vita economica è necessario che si aggiunga alla legge della giustizia la legge della carità», il codice elenca otto principi morali cui si deve informare l'attività economica:
1. la dignità della persona umana, la quale esige una bene ordinata libertà del singolo anche in campo economico;
2. l'eguaglianza dei diritti di carattere personale, nonostante le profonde differenze individuali, provenienti dal diverso grado di intelligenza, di abilità, di forze fisiche, ecc.;
3. la solidarietà, cioè il dovere della collaborazione anche nel campo economico per il raggiungimento del fine comune della società;
4. la destinazione primaria dei beni materiali a vantaggio di tutti gli uomini;
5. la possibilità di appropriazione nei diversi modi legittimi fra i quali è preminente il lavoro;
6. il libero commercio dei beni nel rispetto della giustizia commutativa:
7. il rispetto delle esigenze della giustizia commutativa nella remunerazione del lavoro;
8. il rispetto dell'esigenza della giustizia distributiva e legale nell'intervento dello Stato.

Sul dovere di solidarietà, il Codice prescrive che «Finché nella società ci siano dei membri che mancano del necessario, è dovere fondamentale della società provvedere, sia con la carità privata, sia con le istituzioni di carità private, sia con altri mezzi, compresa la limitazione della proprietà dei beni non necessari, nella misura occorrente a provvedere al bisogno degli indigenti».
E sul punto della distribuzione patrimoniale sancisce che «Un buon sistema economico deve evitare l'arricchimento eccessivo che rechi danno a un'equa distribuzione; e in ogni caso deve impedire che attraverso il controllo di pochi su concentramenti di ricchezza, si verifichi lo strapotere di piccoli gruppi sull'economia».

### Riferimenti del documento
Il documento, soprattutto nell'elencazione dei 76 enunciati, fa riferimento ad alcuni testi ispiratori, fra i quali:
- Tommaso d'Aquino, Politicorum[18] I, 1
- Tommaso d'Aquino, Ethicorum[19] I, 13
- Tommaso d'Aquino, I, II, XXI, 4, ad III
- San Paolo, Lettera ai Romani, XII 1 - XIII, 5
- Atti degli Apostoli, IV, 20
- Leone XIII, Rerum Novarum, 28
- Pio XI, Mit brennender Sorge, 8
- Pio XII, Radiomessaggio di Natale 1942[20], 102

## Effetti sulla politica italiana
(Giulio Andreotti)
Secondo Paolo Emilio Taviani il "Codice" avrebbe in seguito fortemente ispirato i politici democristiani impegnati nei due decenni successivi ad operare le riforme che, partendo dal superamento dell'autarchia e del protezionismo, prevedevano la liberalizzazione degli scambi con l'estero; ed avrebbe influito sulla politica abitativa ("piano Fanfani-casa"), sulla questione meridionale (istituzione della Cassa per il Mezzogiorno), sulla previsione di opere per le aree depresse del Centro-Nord, sulla riforma agraria, sulla costituzione e gestione di enti a partecipazione statale (come l'Eni, l'Efim, l'IRI), sulle riforme della previdenza sociale, sulle infrastrutture (piano autostradale) e sulla nazionalizzazione delle fonti di energia (come per l'elettricità, con la nascita dell'Enel).
Del resto, secondo Andreotti, il Codice era stato concepito come "manifesto sociale dei cattolici italiani che servisse da inquadramento concettuale per gli sviluppi operativi dell'azione costruttiva della Dc e per un riferimento, stabile e super partes, nell'impatto politico con cui i cattolici si sarebbero venuti a confrontare".